# Madagascarentomon
Madagascarentomon es un género de Protura en la familia Eosentomidae.

## Especies
- Madagascarentomon condei Nosek, 1978